# كورين داي
كورين داي (بالإنجليزية: Corinne Day)‏ هي عارضة ومصورة بريطانية، ولدت في 19 فبراير 1962، وتوفيت في 27 أغسطس 2010.

## وصلات خارجية
- الموقع الرسمي
- كورين داي على موقع الموسوعة البريطانية (الإنجليزية)
- كورين داي على موقع ميوزك برينز (الإنجليزية)
- كورين داي على موقع ديسكوغز (الإنجليزية)